# Klaas de Jong (producent)
Klaas de Jong (1965) is een Nederlands filmproducent en muziekmanager.

## Biografie
De Jong studeerde aan de TU Electronics voor hij in de creatieve sector ging werken. In 1989 startte hij het boekingskantoor ProActs, waarmee hij manager was voor diverse Nederlandse acts als Het Goede Doel, Henk Westbroek, Twarres, De Kast en Treble.
In 2005 startte hij Farmhouse TV & Film Produksje, waarmee hij diverse Nederlandse speelfilms produceerde. Hij werkte als producent onder andere samen met regisseurs Steven de Jong en Johan Nijenhuis en schrijvers Alex van Galen en Lars Boom.

## Filmografie
- De schippers van de Kameleon (2003)
- Kameleon 2 (2005)
- Afblijven (2006)
- Blind (2007)
- Kicks (2007)
- Zoop in Zuid-Amerika (2007)
- Timboektoe (2007)
- Duska (2007)
- De scheepsjongens van Bontekoe (2007)
- Dunya en Desie in Marokko (2008)
- Alibi (2008)
- Zomerhitte (2008)
- Radeloos (2008)
- Lover of Loser (2008)
- De Hel van '63 (2009)
- Gangsterboys (2009)
- Ernst, Bobbie en het geheim van de Monta Rossa (2010)
- Penny's Shadow (2010)
- Bennie Stout (2011)
- De Heineken Ontvoering (2011)
- Dolfje Weerwolfje (2011)
- Süskind (2012)
- Verliefd op Ibiza (2013)
- Toscaanse Bruiloft (2014)
- Apenstreken (2015)
- Michiel de Ruyter (2015)
- SneekWeek (2016)
- Redbad (2018)